# برسابوس
برسابوس یکی از بزرگان ایرانی در زمان شاهنشاه خسرو انوشیروان ساسانی (حک. ۵۷۹–۵۳۱) و دوست نزدیک او بود. او در سال ۵۴۱/۵۴۷ در ارمنستان به دست نیروهای رومی گرفتار و به قسطنطنیه فرستاده شد. او سال‌های بسیاری را در آن جا به عنوان گروگان نگهداری شد درحالی که خسرو با پیشنهاد مبلغ‌های بسیار، تلاش در آزاد کردن او داشت. سرانجام در سال ۵۵۱ امپراتور ژوستینین (حک. ۵۶۵–۵۲۷) در زمان سفارت ایزدگشنسپ با قول صرف نظر ایرانیان از لازستان، برسابوس را آزاد کرد.